# Szatjánanda-jóga
A Szatjánanda-jóga (alapítójáról, Szvámi Szatjánanda Szaraszvatiról) avagy bihári jóga (az alapító származási helyéről) egy hagyományban gyökerező, hiteles és nemzetközileg elismert jógarendszer, amely megfelelően alkalmazható a modern kor szükségletei számára. Magában foglalja az ismert jógaágakat, mint a hatha, rádzsa, karma, gjána, mantra, bhakti jógát és más jógaágakat is; ezeket egy csomagban kínálja, amely elég rugalmas ahhoz, hogy az egyéni szükségleteknek megfelelően alkalmazzák. A Szatjánanda-rendszer szisztematikus, lépésről lépésre történő megközelítése a jógának, amely azt célozza, hogy az emberi létezés minden területét egységbe foglalja. Kiegyensúlyozottsága és alkalmazhatósága miatt  világszerte a ’józan ész’ jógájaként ismerik.

## Külső hivatkozások
- A Szatjánanda-jóga Magyarországon Alapítvány honlapja.